# Oltre il Colle
Oltre il Colle är en ort och kommun i provinsen Bergamo i regionen Lombardiet i Italien. Kommunen hade 1 008 invånare (2018).